# 15526 Kokura
15526 Kokura è un asteroide della fascia principale. Scoperto nel 1999, presenta un'orbita caratterizzata da un semiasse maggiore pari a 2,9810095 UA e da un'eccentricità di 0,1636784, inclinata di 16,18131° rispetto all'eclittica.